# Filjovski Park
Filjovski Park (Russisch: Филёвский парк) is een metrostation aan de Filjovskaja-lijn van de Moskouse metro. 
Het station dankt zijn naam aan het park dat 300 meter ten noorden van het station ligt. Het ontwerp van het station is begin jaren 60 van de twintigste eeuw ontwikkeld als standaard voor bovengrondse stations. Het midden van het perron ligt hierbij onder de kruisende straat, hier de Minskaja Oelitsa, en heeft aan weerszijden van de straat een toegangsgebouw met veel glaswerk. In verband met de strenge winters in Moskou zijn er na 1965 nog amper bovengrondse stations gebouwd en de "standaard" is beperkt gebleven tot de vier westelijkste stations van lijn 4 en in iets gewijzigde vorm de oostelijke toegang van Izmajlovski.  

## Galerij

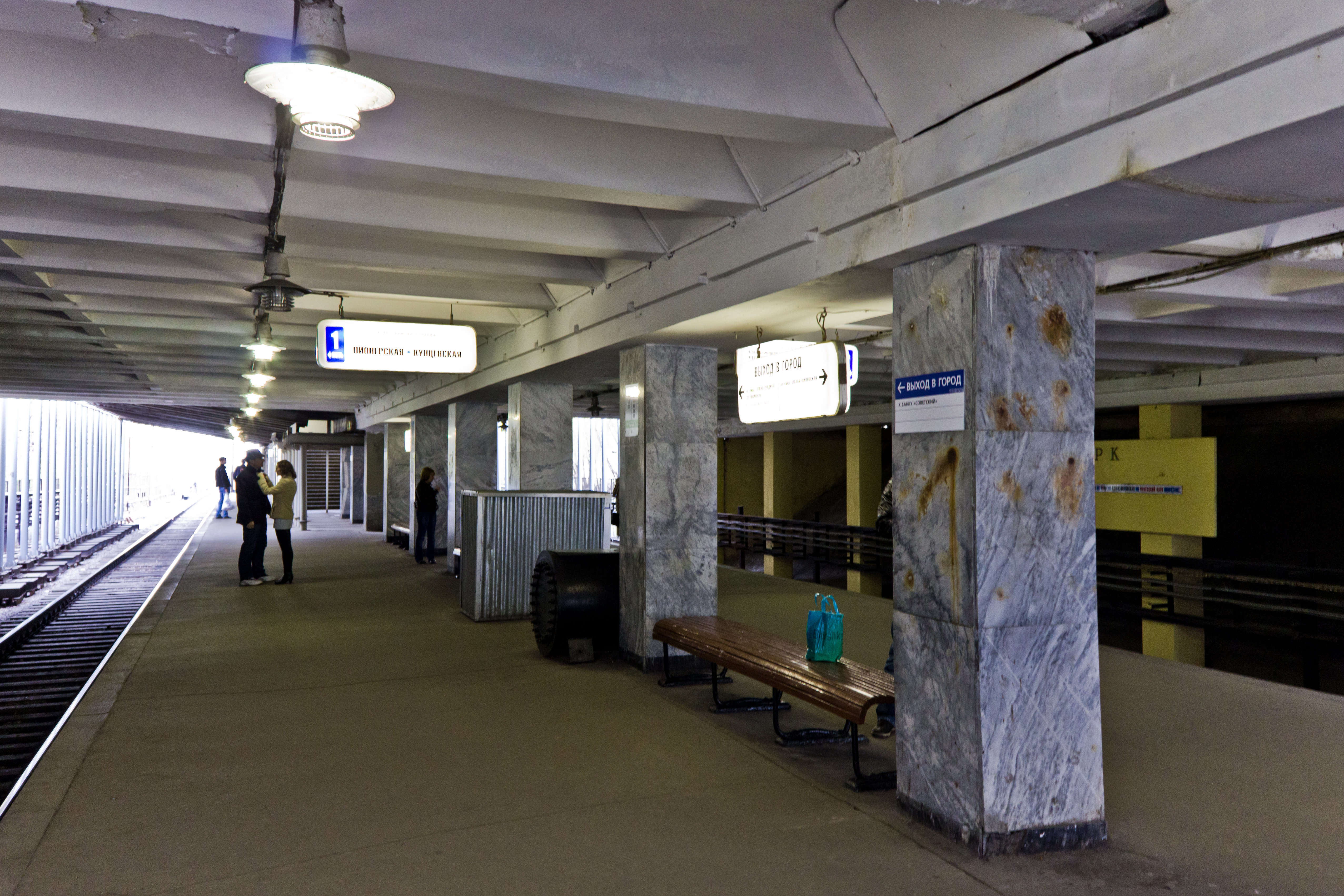
Het middenstuk van het perron onder de Minskaja Oelitsa
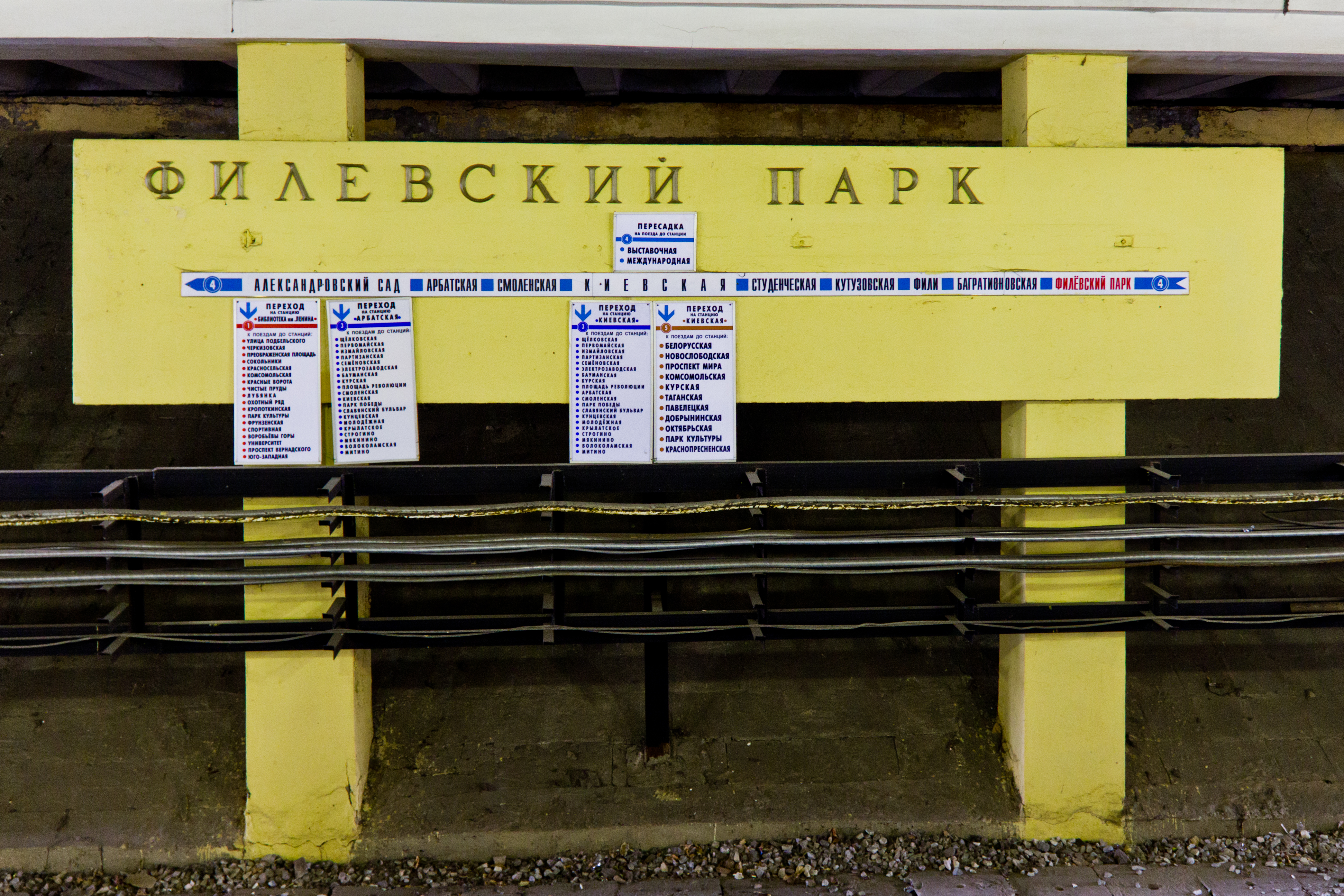
Het naambord en daaronder de route naar de binnenstad met overstap mogelijkheden
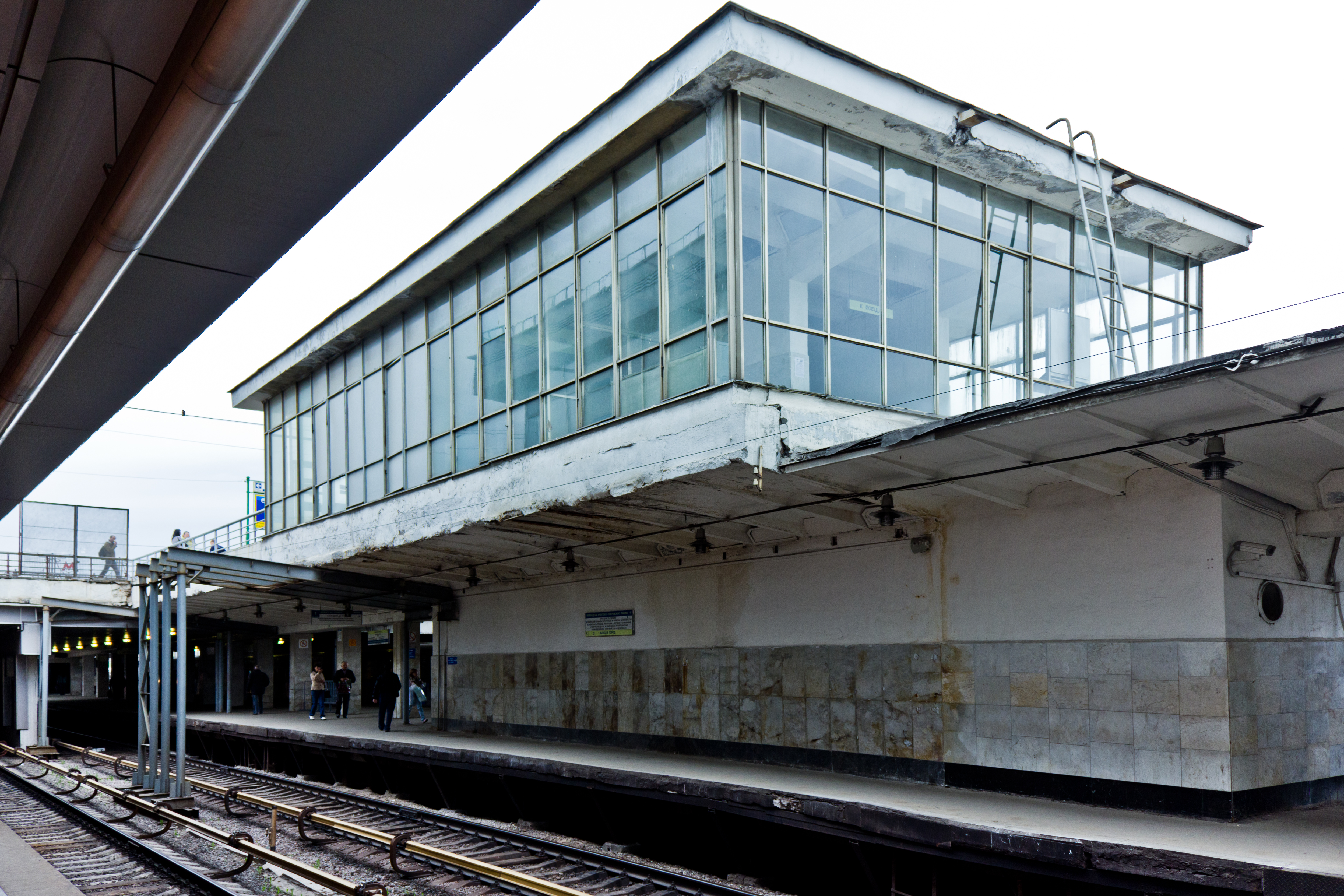
Het standaard toegangsgebouw, hier bij Koentsevskaja